# Szarlejka (struga)
Szarlejka – struga w województwie śląskim, prawy dopływ Brynicy o długości 11,9 km. Przepływa przez Bytom, Radzionków i Piekary Śląskie, gdzie na odcinku około 600 metrów płynie w tunelu.